# Système Leitner

Dans le système Leitner, les cartes auxquelles il est répondu correctement avancent vers une boîte vérifiée moins fréquemment, alors que les cartes n'obtenant pas une bonne réponse retournent dans la première boîte.

Le  système Leitner est une méthode très utilisée pour améliorer l'efficacité des cartes mémoire, proposée dans les années 1970 par le journaliste scientifique allemand Sebastian Leitner. C'est une mise en pratique simple du principe de répétition espacée, où les cartes sont révisées de moins en moins souvent.

## Méthode
Dans cette méthode, les cartes mémoire sont classées en groupes selon la façon dont l'apprenant les connaît. Les apprenants essaient de se rappeler la réponse écrite sur une carte. S'ils réussissent, ils déplacent la carte au groupe suivant. S'ils échouent, ils la renvoient au premier groupe. Plus le groupe est élevé, plus la période de temps avant que l'apprenant revoie les cartes est grande.

Animation de trois sessions. Cliquer pour agrandir.

## Automatisation
Des idées similaires à celles-ci ont été mises en œuvre dans un certain nombre de solutions d'enseignement assisté par ordinateur et de logiciels de cartes mémoire comme Anki. Une grande partie de ces programmes fait usage de « cartes virtuelles ». À ce jour, il existe plusieurs types de flashcards électroniques : les cartes unilatérales, les cartes recto-verso ou encore les cartes à trois faces.